# Geschiedenis van de sociale wetgeving in België
Aan de geschiedenis van de sociale wetgeving in België gaat een sociale bewogenheid vooraf, die reeds dateert uit de Middeleeuwen, toen een vorm van sociale zorg ontstond in de Godshuizen en de Gasthuizen. Na de Franse Revolutie (1789) nam de staat de organisatie van onder meer de armenzorg over. Vanaf de 19e eeuw werden de eerste sociale wetten gestemd. De grondslag van de sociale zekerheid in België in zijn huidige vorm berust echter op de besluitwet van 28 december 1944, die de bestaande wetgeving omtrent pensioenen, kinderbijslag voor werknemers en jaarlijkse vakantie samenbracht. Daarnaast werd de ziekte- en invaliditeitsverzekering en de werkloosheidsverzekering verplicht gesteld.

## 1813-1944: eerste sociale wetgeving

### Periode 1813-1885
In de periode voor 1886 werd een eerste aanzet gegeven om een aantal sociale voorzieningen te organiseren onder druk van de eerste "vakbonden". Deze verzetten zich tegen de erbarmelijke omstandigheden waarin en de hongerlonen waarvoor het patronaat de arbeiders liet werken. Zo werd op 4 maart 1857 te Gent de "Broederlijke Maatschappij der Wevers" opgericht en een maand later hielden de spinners hun "Maatschappij der Noodlijdende Broeders" boven de doopvont. Die eerste vakverenigingen stelden zich relatief gematigd op en stonden ook open voor alle arbeiders, ongeacht de politieke strekking of levensbeschouwing waartoe ze zich bekenden.
De economische depressie van 1873 tot 1896 maakte de arbeidersmiserie nog dramatischer. Het Belgische patronaat, dat reeds bekendstond voor zijn uitgesproken lage lonen, verscherpte die strategie nog om zo zijn concurrentiekracht te handhaven. De werkloosheidsgraad nam in deze periode onwezenlijke proporties aan en de situatie verslechterde zienderogen. Artikel 310 van het strafwetboek maakte het zo goed als onmogelijk hiertegen syndicale actie te ondernemen en door het cijnskiesrecht bestond de arbeidersklasse politiek gezien niet. Toch zijn er reeds in deze periode enkele belangrijke maatregelen getroffen waaruit de sociale verzekering (onze hedendaagse sociale zekerheid) is ontstaan:
- 26 mei 1813: Na een zwaar ongeval in de mijnen van de Ourthe, werd het allereerste fonds bij keizerlijk decreet opgericht dat gefinancierd werd door werknemers en werkgevers. De mijnwerkers kunnen voortaan terugvallen op een invaliditeit- en overlevingsrente.
- 1839: De mijnexploitanten richten zes voorzorgfondsen op, die bekrachtigd werden bij koninklijk besluit.
- 19 september 1844: De "Hulp- en Voorzorgskas voor Zeevarenden onder Belgische Vlag" werd opgericht. De werknemers konden vanaf nu gebruikmaken van een verzekering tegen ziekte, invaliditeit, ouderdom, arbeidsongevallen en werkloosheid.
- 16 april 1849: Rijkstoelage voor maatschappijen van voorzorg en onderlinge bijstand die gedeeltelijk tegemoetkomt aan de oprichtingskosten van deze voorzieningen.
- 3 april 1851: Wet die de mogelijkheid creëerde dat de maatschappijen van onderlinge bijstand rechtspersoonlijkheid verworven. De strenge erkenningsvoorwaarden zorgde er echter voor dat slecht een beperkt aantal voorzieningen een aanvraag indienden tot erkenning.
- 8 mei 1850: Oprichting van de Algemene Lijfrentekas (de latere ASLK), waarbij eenieder vrijwillig een ouderdomsrente kon vestigen.
- 1853: Oprichting van de eerste vakvereniging.
- 4 maart 1857 oprichting van het eerste vakverbond, de "Broederlijke Maatschappij der Wevers", te Gent.
- 1866: Erkenning van het stakingsrecht
- 1869: Oprichting van de eerste socialistische mutualiteit, "La Solidarité, te Fayt-lez-Manage.

### Periode 1885-1920
Op 6 april 1885 start met de oprichting van de Belgische Werklieden Partij (BWP), en de "Antisocialistische Katoenwerkersbond" (waaruit later het Algemeen Christelijk Vakverbond zou groeien) een jaar later, een nieuw tijdperk in de geschiedenis van de sociale zekerheid. De successen van de arbeidersbewegingen stapelen zich al snel op:
- 1886: Oprichting van de eerste socialistische regionale federatie te Gent.
- 21 juli 1890: Oprichting van het Fonds van Voorzorg en Onderstand ten Bate der Slachtoffers van Ongevallen bij den Arbeid. Deze instelling had tot doel hulp te verlenen door middel van een verzekering tegen arbeidsongevallen voor arbeiders en hun gezinnen. De toestand hieraan voorafgaand deed koning Leopold II beslissen de gelden bestemd voor de 25ste verjaardag van zijn troonsbestijgen aan het fonds over te dragen.
- 1889: Reglementering vrouwen- en kinderarbeid
- 1891: Een commissie van het Ministerie van Justitie belast met een "voorontwerp van wet ter regeling van arbeidsovereenkomsten van arbeiders en huispersoneel" wijdde het ganse eerste deel van haar verslag aan een arbeidsongevallenwetgeving.
- 1893: Meervoudig algemeen stemrecht
- 1894: Eerste wet op de ziekenfondsen
- 23 juni 1894: Versoepeling van de wet van 3 april 1851 inzake toegelate doeleinden, beheer van het vermogen. Daarnaast kon een ontbinding van een maatschappij van onderlinge bijstand voortaan enkel nog gerechtelijk afgedwongen worden. Voortaan konden de verschillende maatschappijen zich onderling verenigen waardoor gemeenschappelijke dienstverlening mogelijk werd. Deze fusies vonden vervolgens plaats tussen 1906 en 1920 en leidde tot het ontstaan van de (nog steeds bestaande) landsbonden.
- 1895: Eerste wet op de ouderdomspensioenen
- 1896: Wet op de bescherming van loon
- 1897: De provinciale raad van Luik stelde vanaf dit jaar toelagen ter beschikking aan de syndicale kamer, de stad Gent verdeelde haar toelagen rechtstreeks onder de werklozen als een vorm van aanvullende uitkeringen.
- 31 maart 1898: Deze wet maakte de beroepsverenigingen legaal.
- 11 april 1898 Oprichting van de Syndikale Kommissie in de schoot van de Belgische Werkliedenpartij (BWP).
- 19 maart 1898: De overheid mag voortaan financiële hulp verlenen aan ziekenfondsen met een invaliditeitsfonds.
- 10 mei 1900: Verplichting van de door de overheid voorziene toelage voor alle personen die een rente gevestigd hebben bij de ASLK.
- 24 december 1903: Omzetting van de bevindingen van de hierboven besproken commissie van het Ministerie van Justitie in een wet (Wet op de arbeidsongevallen). De regeling steunde op het beroepsrisico en werd gekenmerkt door de forfaitaire aard van de schadeloosstelling. De wet gold voor alle arbeiders in industriële ondernemingen met ten minste 5 arbeiders.
- 1904: Fusie van de verschillende Christelijke vakverenigingen, onder leiding van de Dominicanenpater Georges Rutten tot het "Algemeen Secretariaat der Christelijke Beroepsverenigingen".
- 1905: Wet op de zondagsrust
- 1906: Eerste collectieve arbeidsovereenkomst (cao)
- 1908: Langs Vlaamse zijde werd het "Verbond der Christene Beroepsverenigingen" boven de doopvont gehouden en langs Waalse zijde de "Confédération des Syndicats Chrétiens et Libres des Provinces Wallonnes".
- 1907: Invoering van de rijkstoelage voor werklozen.
- 5 juni 1911: verplichte pensioenverzekering voor mijnwerkers.
- 1912: Fusie van het "Verbond der Christene Beroepsverenigingen" en de "Confédération des Syndicats Chrétiens et Libres des Provinces Wallonnes". tot het "Algemeen Christelijk Vakverbond/Confédération Générale des Syndicats Chrétiens et libres de Belgique". De allereerste voorzitter werd Gustaaf Eylenbosch.
- 5 mei 1912: Uitbreiding van de wet van 19 maart 1898, voortaan is de overheid verplicht financiële hulp te verlenen aan ziekenfondsen met een invaliditeitsfonds.
- 1913: De Socialistische Mutualiteiten verenigen zich tot het Nationaal Verbond van Socialistische Mutualiteiten (NVSM).
- 1914: Invoering schoolplicht tot 14jaar en gratis onderwijs
- 1914-1918: Door het grote aantal werklozen tijdens de Eerste Wereldoorlog kon het systeem van werkloosheidsuitkeringen (in voege sinds 1907) niet langer gehandhaafd worden. Ter compensatie werd een hulpverleningsregeling ingesteld en werd de toekenning van uitkeringen toevertrouwd aan het Nationaal Hulp- en Voedingscomité.
- 1919: Invoering enkelvoudig stemrecht voor mannen

### Periode 1920-1944
De regeringen van de oorlogvoerende landen waren tijdens de Eerste Wereldoorlog genoodzaakt geweest een beroep te doen op de medewerking van de syndicale leiders van de vakbonden. Dezen eisten dan ook tijdens het interbellum de opstelling van een sociale wetgeving en de actieve deelname aan het vormingsproces hiervan en aan de onderhandelingen over de arbeidsvoorwaarden. Dit leidde tot de volgende verworvenheden:
- 1920: Na de Eerste Wereldoorlog werd het werkloosheidsverzekeringsstelsel opnieuw ingevoerd. Doch ook nu weer verstoord, ditmaal door de Grote Depressie.
- 1920: Het Nationaal Crisisfonds werd opgericht met als functie het toekennen van financiële steun gedurende de periodes dat werklozen niet konden beschikken over een uitkering.
- 1920: Fusie van een aantal liberale vakverenigingen die leidt tot de oprichting van de Nationale Centrale der Liberale Vakbonden van België.
- 1920: Het rijk start met het verlenen van toelages aan de ziekenfondsen in sector geneeskundige verzorging. Door het succes en de uitbreiding tot de gezinsleden, waren nieuwe structuren al snel wenselijk. Zo werd de TBC en Verpleegdienst op landelijk niveau ingericht. Daarnaast werden er medisch-sociale inrichtingen opgericht waar verzorging tegen redelijk voorwaarden geschiedde.
- 1921: Invoering wet achturendag.
- 1921: In de textielnijverheid van het arrondissement Verviers wordt een kinderbijslagfonds opgericht. Al snel werd dit voorbeeld gevolgd en in 1925 telde België reeds twaalf van dergelijke fondsen.
- 10 december 1924: Uitbreiding van de verplichte pensioenregeling tot de arbeiders.
- 10 maart 1925: Uitbreiding van de verplichte pensioenregeling tot de bedienden. De uitvoering van beide laatstgenoemde wetten werd toevertrouwd aan de ASLK.
- 24 juli 1927: Invoering van de beroepsziektenverzekering
- 1 december 1928: Oprichting van een speciaal fonds voor mindervaliden. Het fonds werd, zo besloot de wetgever, voor de helft gefinancierd door het Rijk en voor ¼ door de provincies en ¼ door de gemeenten.
- 24 oktober 1929: Beurscrash van 1929 gevolgd door de Grote Depressie.
- 10 juni 1930: Invoering kinderbijslag voor zelfstandigen.
- 18 juni 1930: Aanpassing aan de wet van 10 maart 1925. Er werd een afzonderlijke pensioenregeling ingesteld.
- 30 juni 1930: Uitbreiding van de arbeidsongevallenwet van 24 december 1903. Deze had voortaan betrekking op alle industriële-, handels- en landbouwondernemingen en zowel op arbeiders als bedienden.
- 4 augustus 1930: Veralgemening bij wet van het recht op kinderbijslag voor alle werknemers.
- 1931: De wetgever beslist de financiering van het speciaal fonds voor mindervaliden voortaan volledig te financiering vanuit het rijk.
- 1933: Verstrenging van de voorwaarden om aanspraak te maken op een vergoeding van het speciaal fonds voor mindervaliden.
- 8 juli 1936: Ten gevolge van de Grote Staking van juni 1936 werd een wet ingesteld waarbij werknemers die minimaal één jaar in dienst waren bij een werkgever voortaan recht hadden op zes dagen betaalde vakantie. Het vakantiegeld was gelijk aan het loon. De wet werd niet ingesteld voor werknemers in familiebedrijven of kleine ondernemingen (-10 werknemers).
- 1937: Versoepeling van de voorwaarden om aanspraak te maken op een vergoeding van het speciaal fonds voor mindervaliden tot de situatie in 1931.
- 1 januari 1938 de Syndikale Kommissie werd omgevormd tot het Belgisch Vakverbond (BVV).
- 20 augustus 1938: De wet van 8 juli 1936 werd versoepeld. Het vereiste van één jaar arbeid bij dezelfde werkgever vervalt en er worden vakantiefondsen opgericht. De vakantieduur werd tevens verdubbeld (=12 dagen) voor werknemers onder de 18 jaar.
- 1939: Omvorming van de Nationale Centrale der Liberale Vakbonden van België tot de huidige Algemene Centrale Der Liberale Vakbonden Van België (ACLVB).

## 1944-heden: sociale zekerheid

### 1944: de besluitwet
- 28 april 1944: Op deze dag werd het "Ontwerp van overeenkomst van sociale solidariteit" bekendgemaakt. Deze tekst was het resultaat van besprekingen tussen de werkgevers- en werknemersorganisaties tijdens de Tweede Wereldoorlog.
- 28 december 1944: De eerste besluitwet, die de grondslag vormde voor de sociale zekerheid voor werknemers in het algemeen, werd goedgekeurd.[1] Deze regeling bracht de reeds bestaande wetgeving omtrent pensioenen, kinderbijslag voor werknemers en jaarlijkse vakantie samen. Daarnaast werd de ziekte- en invaliditeitsverzekering en de werkloosheidsverzekering verplicht gesteld.

### Periode 1945-1962
Tijdens de Tweede Wereldoorlog waren vele vooraanstaande vakbondsleiders via Frankrijk naar Londen gevlucht, waar ze het Belgisch Syndicaal Centrum (BSC) oprichtten te Londen. Het BSC voerde van hieruit geheime gesprekken met vertegenwoordigers uit de werkgeversorganisatie. Deze gesprekken handelden onder andere over de te voeren sociale politiek na de oorlog en resulteerden reeds in april 1942 in het Sociaal Pact. Dit verbond hield enerzijds de erkenning van de vakbonden door het patronaat en anderzijds legden de vakbonden zich neer bij de patronale eigendomsverhoudingen.
Het overleg tussen vakbonden en werkgevers werd na de Tweede Wereldoorlog nog intenser. Zo vonden tussen 1944 en 1948 maar liefst acht nationale arbeidsconferenties plaats waarbij de welvaartsstaat werd uitgetekend. Dit resulteerde in 1948 tot de Wet op de organisatie van het bedrijfsleven, waarin de oprichting werd voorzien van de Centrale Raad voor het Bedrijfsleven (CRB, opgericht in 1948) en de Nationale Arbeidsraad (NAR, opgericht in 1952). Deze twee organen, waarin werkgevers en vakbonden samen zetelen, speelden een fundamentele rol in het sociaal overleg en resulteerden in een aantal uitgesproken verbeteringen aan de sociale zekerheid:
- 1945: Oprichting van een Voorlopig Steunfonds voor Onvrijwillig Werklozen (VSOW). Dit fonds had drie doelen: toekenning van werkloosheidsuitkering, vakherscholing van werknemers en de aanwerving van werknemers in ondernemingen.
- 10 januari 1945: Besluitwet inzake de sociale zekerheid voor mijnwerkers.
- 7 februari 1945: Besluitwet inzake de sociale zekerheid voor zeelieden.
- 29 april 1945: Fusie van het Belgisch Vakverbond met het communistische Belgisch Verbond der Eenheidssyndicaten (BVES), het onafhankelijke Algemeen Geünifieerd Syndicaat der Openbare Diensten (ASOD) en de Mouvement Syndical Unifié (MSU) van André Renard tot het Algemeen Belgisch Vakverbond (ABVV).
- 26 mei 1945: De eerste organieke werkloosheidsregeling werd uitgevaardigd door de Regent, met daarin o.a. het veralgemeend recht op werkloosheid zonder met de eventuele behoeftige toestand van de werkloze rekening te houden.
- 20 september 1945: De wet inzake arbeidsongevallen werd uitgebreid naar dienstboden.
- 13 december 1945: De regeling inzake arbeidsongevallen op de weg uit 1942 werd wettelijk bekrachtigd.
- 1945-'46: Verhoging van de wezenbijslag.
- 1947: Verhoging van de kinderbijslag voor kinderen van invaliden.
- 1947: Het prenuptiaal sparen werd ingevoerd in de vrijwillige verzekering.
- 16 juni 1947: De vakantieduur voor -18-jarigen werd verdriedubbeld en die voor -21-jarigen verdubbeld.
- 10 augustus 1947: Invoering van het dubbelvakantiegeld voor de eerste week.
- 1948: Oprichting ondernemingsraden
- 1948: Invoering wet organisatie bedrijfsleven
- 1948: Invoering stemrecht voor vrouwen
- 1949: Invoering van de gezinsvakantiebijslag.
- 1950: Invoering van een toelage voor moeders in het gezin.
- 1951: Aanvullende vakantie voor -21-jarigen indien zij voor het eerst tewerkgesteld werden.
- 1951: Het "Voorlopig Steunfonds voor Onvrijwillig Werklozen" (VSOW) werd omgevormd tot de Rijksdienst voor Arbeidsbemiddeling en Werkloosheid (RAW).
- 1951: Invoering van kinderbijslag voor jonge meisjes in het huishouden.
- 1951: Invoering van een aanvullende tegemoetkoming voor mindervalide 65+-ers.
- 1951: De leeftijdsgrens waarbij men recht heeft op kinderbijslag werd opgetrokken tot 21 jaar.
- 1951: Verruiming van de toekenningsvoorwaarden voor kinderbijslag bij ziekte en overlijden van de ouders.
- 10 juli 1951: Deze wet plaatst de forfaitaire schadeloosheidsstelling bij arbeidsongevallen volledig ten laste van de werkgever en stelt hierbij het maximum basisloon in op 120.000 BFR (€ 2975) per jaar. Dezelfde wet voerde het sinds 1942 toegekende kraamgeld wettelijk in de kinderbijslagregeling in.
- 27 juni 1952: Invoering van de aanvullende anciënniteitsvakantie van 1/3de of 2/3de van de gewone vakantie voor jeugdige werknemers (-21).
- 1952: Oprichting van de comités veiligheid en gezondheid.
- 1953: Ingrijpende hervormingen aan de ziekteverzekering omwille van de precaire financiële toestand.
- 1955: Ingrijpende hervormingen aan de ziekteverzekering omwille van de precaire financiële toestand.
- 21 mei 1955: Deze wet betreffende de arbeiders neemt met een verruiming van de beginselen van de wet uit 1953 over inzake pensioenen. De wet stelt verder dat iedere pensioengerechtigde voortaan aanspraak kan maken op een pensioen berekend op de duur van zijn loopbaan aan 60% (alleenstaanden) en 75% (gezinspensioen) van het bruto-geherwaarde loon.
- 1956: Invoering van de pensioenregeling voor zelfstandige ondernemers.
- 4 juli 1956: Invoering van de twaalf dagen (betaalde) vakantie.
- 1957: Invoering van de leeftijdsbijslag.
- 12 juli 1957: Deze wet betreffende de bedienden neemt met een verruiming van de beginselen van de wet uit 1953 over inzake pensioenen. De wet stelt verder dat iedere pensioengerechtigde voortaan aanspraak kan maken op een pensioen berekend op de duur van zijn loopbaan aan 60% (alleenstaanden) en 75% (gezinspensioen) van het bruto-geherwaarde loon.
- 28 april 1958: Regeling tot reclassering van mindervaliden.
- 1961: De Rijksdienst voor Arbeidsbemiddeling en Werkloosheid (RAW) werd omgevormd tot de Rijksdienst voor Arbeidsvoorziening (RVA) door de Eenheidswet van 14 februari 1961.
- 13 augustus 1962: Invoering van een onderscheid tussen werkende en werkloze mindervaliden. Voortaan kunnen werkloze mindervaliden met een arbeidsongeschiktheid van 66% en gehuwde werkende mindervaliden met een arbeidsongeschiktheid van 80% 2/3de van hun inkomsten laten vallen in de vaststelling der staat van behoefte.

### Periode 1963-1986
Het jaar 1963 was een belangrijke kentering in de ontwikkeling van de sociale zekerheid in de ruimste betekenis van het woord. Zo kwam men in deze periode tot "belangrijke hervormingen in", "wetten omtrent" en een "noodzakelijke onderlinge harmonisering van" het toepassingsgebied tot stand.
- 16 april 1963: Oprichting bij wet van het Rijksfonds voor Sociale Reclassering van Mindervaliden waardoor deze doelgroep voortaan de mogelijkheid had een volledig en continu revalidatieproces te laten opstellen. Dezelfde wet maakt de promotie mogelijk van de Centra voor medische revalidatie (CMR) en centra voor gespecialiseerde voorlichting omtrent beroepskeuze, opleidingscentra en beschutte werkplaatsen.
- 19 april 1963: Herziening van de wet van 28 april 1958 inzake de reclassering van mindervaliden.
- 9 augustus 1963: Deze wet splitste de arbeidsongeschiktheidsverzekering en de geneeskundige verzorgingsverzekering. De beheersverantwoordelijkheid voor de eerst werd toevertrouwd aan werkgevers en werknemers, de andere aan het collectief van werkgevers, werknemers, ziekenfondsen en zorgverstrekkers. Daarnaast kwam er ook een budgettaire splitsing met eigen financieringsregeling voor beide en een gescheiden regeling voor werknemers en zelfstandigen. Ten slotte bepaalde de wetgever de oprichting van een overlegplatform tussen ziekenfondsen en zorgverstrekkers (cfr. de Hoge Gezondheidsraad).
- 12 december 1963: Invoering door een nationaal paritair akkoord van de derde vakantieweek.
- 24 december 1963: Deze wet besluit dat er meer aandacht aan preventie van beroepsziekten moet gedaan worden en erkent silicose als beroepsziekte.
- 28 maart 1964: Opname van het verdubbeld vakantiegeld voor de tweede vakantieweek in de vakantiewet.
- 1965: Wet op het arbeidsreglement
- 1965: Verruiming van de wet van 9 augustus 1963, deze is voortaan ook toepasbaar voor zelfstandigen en overheidspersoneel in het kader van de geneeskundige verzorging en voor overheidspersoneel in het kader van arbeidsongeschiktheid.
- 13 juni 1966: Verankering van de derde vakantieweek in de vakantiewet.
- 1967: Verruiming van de wet van 9 augustus 1963, deze is voortaan ook toepasbaar voor personen met een motorische handicap.
- 1967: Invoering van het sociaal statuut voor zelfstandigen. Deze waren voortaan een bijdrage voor pensioenen, kinderbijslag en ziekteverzekering verschuldigd die berekend zou worden op het beroepsinkomen.
- 24 oktober 1967: Dit Koninklijk Besluit (K.B.50) hervormde de pensioenregeling op ingrijpende wijze, gezien de vier bestaande regelingen samengevoegd werden en het omslagstelsel veralgemeend werd. Daarnaast werd het brugpensioensysteem ingevoerd met een gewaarborgd minimuminkomen mits een volledige loopbaan.
- 1968: Uitbreiding van de werkloosheidsverzekering voor jongeren die afgestudeerd waren in het Technisch en Beroepsonderwijs.
- 1968: Invoering wet op de organisatie collectieve onderhandelingen en paritaire comités.
- 1969: Verruiming van de wet van 9 augustus 1963, deze is voortaan ook toepasbaar voor personen met een mentale retardatie, dienstboden, studenten van het hoger onderwijs, geestelijken en leden van kloostergemeenschappen en niet-beschermde personen.
- 1 april 1969: Deze wet kende het gewaarborgd inkomen voor bejaarden in als een recht.
- 27 juni 1969: Instelling van een tegemoetkoming voor personen met een motorische of sensoriële handicap en een bijzondere tegemoetkoming voor personen met een andere handicap. Daarnaast bracht deze wettekst de bepalingen omtrent de sociale zekerheidsregeling samen en voorzag hij in de mogelijkheid de toepassing ervan voor bepaalde groepen te beperken of te verruimen, ongeacht het (niet) bestaan van een arbeidsovereenkomst.
- 7 november 1969: Bepaling van de sociale zekerheidsregeling voor beroepsrenners.
- 26 maart 1970: Opname van het verdubbeld vakantiegeld voor de derde vakantieweek in de vakantiewet.
- 1971: invoering cao vakbondsafvaardiging
- 1971: Verruiming van de wet van 9 augustus 1963, deze is voortaan ook toepasbaar voor zelfstandigen in het kader van arbeidsongeschiktheid.
- 1971: Totstandkoming van het "Fonds van Collectieve Uitrustingen en Diensten ten behoeve van de Werknemersgezinnen".
- 1971: Omschakeling van de forfaitaire naar een loonevenredige werkloosheidsuitkering van 60%. De uitkering van niet-gezinshoofden werd na één jaar herleid tot 40%.
- 10 april 1971: Invoering van het principe van verplichte arbeidsongevallenverzekering met als doel de harmonisering van de verschillende regelingen in de privésector. Daarnaast bepaalde deze wet de regeling omtrent loon en plaatste ook de weg van en naar het werk onder de verzekering.
- 20 juni 1971: Invoering van de residuaire wet omtrent de invoering van de gewaarborgde gezinsbijslag voor nog niet-rechtgevende kinderen.
- 1972: Invoering van cao werk, werkorganisatie en ondernemingen
- 1973: Deze wet maakte de pensioenregeling welvaartsvast.
- 1973: Bepaling economische en financiële inlichtingen aan ondernemingsraad
- 16 juni 1974: Deze wet maakte alle sociale uitkeringen welvaartsvast.
- 1974: Invoering bestaansminimum
- 1975: Invoering gewaarborgd maandelijks miniumuminkomen
- 1975: De tegemoetkoming zoals bepaald in de wet van 27 juni 1969, bestaat voortaan uit een basisbedrag dat gelijk is aan het bestaansminimum en variërend aan de hand van de gezinssituatie en verhoogd met een bedrag naargelang de ernst van de handicap.
- 1975: Bepaling preventiebeleid in de onderneming
- 1975: Invoering gelijke bezoldiging van mannelijke en vrouwelijke werknemers.
- 1975: Uitbreiding van het recht op kinderbijslag tot niet-uitkeringsgerechtigde werklozen, gedetineerden, mindervaliden en studenten, daarnaast werd de leeftijdsgrens ook verhoogd.
- 10 maart 1975: Oprichting van een Koninklijke Commissie belast met de opdracht om in het kader van een algemeen gezondheidsbeleid de ziektekostenverzekering te reorganiseren en efficiënter te maken. Het eindrapport zat vervat in een gedagtekend document van de Kamer van volksvertegenwoordigers van 26 mei 1976.
- 28 maart 1975: Verankering van de vierde vakantieweek in de vakantiewet.
- 1976: De wetgever bepaalde een herverdeling van de sociale lasten voor KMO's, besloot tot de tijdelijke vermindering van werkgeversbijdragen voor nieuwe werkgevers bij aanwerving van een eerste werknemer en de tijdelijke vermindering van werkgeversbijdragen bij aanwerving van een stagiair in een contract onbepaalde duur en voerde ten slotte het Maribel-statuut in.
- 3 maart 1977: Bepaling van de sociale zekerheidsregeling voor beroepsvoetballers.
- 24 februari 1978: Bepaling van de sociale zekerheidsregeling voor betaalde sporters.
- 4 augustus: Maatregelen ter bestrijding van oplichting door malafide koppelbazen.
- 23 juli 1980: Instelling van een Koninklijke Commissie ter voorbereiding van de codificering, harmonisering en vereenvoudiging van de sociale zekerheid in het kader van een algemene hervorming van de betreffende wetgeving.
- 10 februari 1981: Invoering bij wet van een loongrens voor de berekening van de pensioenen en de instelling van een persoonlijke bijdrage op zowel invaliditeitsuitkeringen en brugpensioenen.
- 29 juni 1981: Deze wet houdende algemene beginselen van de sociale zekerheid ten bate van werknemers had een vereenvoudiging en harmonisatie van het toepassingsgebied voor ogen. Zij hield een aantal belangrijke beginselen in en bepaalde de hoogte van de rijkstoelagen.
- 28 september 1982: Het K.B.95 brengt een nieuwe brugpensioenregeling tot stand voor mannen, waarbij de werkgever voortaan verplicht werd vervanging te voorzien van de bruggepensioneerde.
- 1983: Invoering regelgeving rond nieuwe technologie in ondernemingen.
- 15 mei 1984: Harmonisering van de pensioenregeling waardoor de vrouw voortaan ook het gezinspensioen kan bekomen indien haar man ten laste is en de invoering van het overlevingspensioen voor weduwnaars.
- 29 augustus 1985: Indiening van het eindverslag en voorontwerp van wetboek door de Koninklijke Commissie die was samengesteld op 23 juli 1980 omtrent de codificering, harmonisering en vereenvoudiging van de sociale zekerheid.

### Periode 1987-2011
De zware financiële crisis en de hoge werkloosheid maakten de periode 1985-1987 tot een breukjaar in de geschiedenis van de sociale zekerheid waarin een hele reeks ingrepen benodigd waren om de deficitaire sectoren terug in evenwicht te brengen. Hiervoor werd het Fonds voor het Financieel Evenwicht van de Sociale Zekerheid opgericht.
Daarnaast besloot de overheid tot een gelijkschakeling van de bijdrage voor de Ziekte- en InvaliditeitsVerzekering (Z.I.V.) van de bedienden en arbeiders enerzijds en van de werkgeversbijdrage voor het Fonds voor Beroepsziekten anderzijds. Ook werd er een verhoging van de pensioenbijdrage ingevoerd, werd de loongrens voor de berekening van de sociale bijdragen afgeschaft, kwam er een inhouding op het vakantiegeld en werd er voortaan een persoonlijke pensioenbijdrage op invaliditeitsuitkering en brugpensioen gevraagd. Ten slotte kwam er een forfaitaire inhouding op de kinderbijslag, een bijzondere bijdrage voor alleenstaanden en kinderloze gezinnen en werden de eerste spilindexaanpassingen tussen 1984 en '86 niet toegepast.
Ondanks deze toegevingen van de werknemers werden er echter ook enkele (kleine) verbeteringen gerealiseerd in deze periode. Zo werden de uitkeringen voor mindervaliden en bejaarden zowel geïndexeerd als verhoogd en bekwamen langdurig werklozen en gepensioneerden een verhoogde kinderbijslag.
- 1990: Goedkeuring van het statuut "nachtarbeider met ploegenstelsel".
- 1992: Invoering van de wet "respect privacy inzake gegevensverwerking.
- 1996: Oprichting Europese ondernemingsraden.
- 1996: Wet op het welzijn van werknemers bij de uitvoering van hun werk.
- 1996: Invoering "sociale balans" in ondernemingen.
- 1997: Invoering van het ouderschapsverlof.
- 19 februari 1998: Bekrachtiging "Wet Renault": begeleiding van een collectief ontslag bij een bedrijfssluiting.
- 17 januari 2000: Invoering van het Rosettaplan: Startbaanovereenkomst voor jongeren.
- 14 september 2001: Oprichting van het "Zilverfonds" voor de financiering van de vergrijzingskost ten gevolge van de babyboom.
- 20 september 2001: Invoering wet op hervorming personenbelasting (belastingkrediet voor lage lonen)
- 15 september 2001: Invoering van de wet op de "werkgelegenheid en kwaliteit van het leven" (arbeidsduurvermindering / 38-urenweek, behandeling van sociale materies door de syndicale delegatie op de ondernemingsraad en invoering van het recht voor 50+ers op een vierdagenweek)
- 22 februari 2002: Wet op de bescherming tegen geweld, pesterijen en ongewenst seksueel gedrag.
- 4 juli 2002: Invoering van de maximumfactuur. (beperking medische kosten tot bepaald plafondbedrag)
- 31 juli 2002: Invoering van het leefloon (vervangt het bestaansminimum)
- 17 maart 2003: Wet ter bestrijding van discriminatie van werknemers op basis van geslacht, ras, geloof, ideologie, etc
- 15 mei 2003: Wet op de aanvullende pensioenen.
- 2004: Invoering wettelijk mechanisme voor overleg over de welvaartsvastheid van de sociale uitkeringen.
- 29 augustus 2005: Wet op het sociaal statuut voor vrijwilligers
- 30 december 2005: Wet betreffende Generatiepact: Invoering wettelijk mechanisme welvaartsaanpassing.
- 12 juli 2005: Invoering werkbonus voor lage lonen (vervanging van belastingkrediet in het kader van de programmawet)
- 2006: Invoering proportioneel minimumpensioen voor deeltijds werkenden.
- 8 juni 2007: Invoering K.B. ter voorkoming van psychosociale belasting veroorzaakt door de werkplaats.
- 31 december 2008: Invoering loonbonus (onderdeel interprofessioneel akkoord (IPA) 2007-'08)
- 2008: Invoering nieuw financieringsmechanisme in de gezondheidszorg.

### Periode 2011-heden
De financiering van de sociale zekerheid wordt steeds meer een knelpunt, na diverse maatregelen ter vermindering van de werkgeversbijdragen. Deze trend was al ingezet sedert de jaren ‘80. Maar volgens de denktank Minerva waren de tekorten vanaf 2014 echter niet zozeer te wijten aan een ontsporing van de uitgaven, maar veeleer aan de bijkomende kortingen van de werkgeversbijdragen, als economische stimulans toegekend door de Regering-Michel I (2014-2018). Een andere factor in de financiering zijn de eind 20e eeuw gegroeide “alternatieve verloningsvormen”, waarvan er in 2010 volgens SD Worx gemiddeld 31 aangeboden werden, en die meestal minder of geen bijdragen opleveren voor het stelsel.
Daarom wilde de FOD Sociale Zekerheid een grondige studie naar de hervorming van de financiering van het stelsel, in overleg met de overige federale diensten, de Europese Commissie en de OESO.